# Estela Giménez Cid
Estela Giménez Cid (Madrid, 29 de març de 1979) és una exgimnasta rítmica espanyola, bicampiona del món i or en els Jocs Olímpics d'Atlanta. Posteriorment, ha treballat com a entrenadora, model publicitària i presentadora de televisió.
És, juntament amb Marta Baldó, Teresa Fuster i Lorea Elso, la gimnasta espanyola amb més medalles en campionats del món, amb un total de vuit.
Actualment presenta el programa Insert Coin del canal AXN.

## Biografia esportiva
Es va iniciar en la gimnàstica rítmica cap a 1989 en el Club Atlético Montemar d'Alacant. Va formar part de l'equip espanyol en categoria de conjunts des de 1994 a 1996.
Al costat de la resta del conjunt espanyol va aconseguir diferents èxits, entre ells, dos ors en els campionats del món de Viena i Budapest i la medalla d'or en els jocs olímpics d'Atlanta, a més de quatre medalles de plata i dues de bronze en tres mundials diferents.
La medalla d'or en gimnàstica rítmica per conjunts en els Jocs Olímpics d'Atlanta de 1996, va ser aconseguida al costat de Marta Baldó, Nuria Cabanillas, Lorena Guréndez, Tania Lamarca, Estíbaliz Martínez i Maider Esparza, aquesta última com a suplent. També té l'Orde Olímpic, atorgada pel COE, la Placa d'Or de la Real Orden del Mérito Deportivo, la Copa Baró de Güell, atorgada pel Consejo Superior de Deportes i la Medalla d'Or de la Generalitat Valenciana al Mèrit Esportiu.

## Palmarès esportiu[calcitació]

### 1994
- Austria Cup: or en concurs complet.
- Hannover: bronze en concurs complet.
- Campionat del món de París: plata en concurs complet, bronze en 6 cordes i bronze en 4 cercles i 4 maces.

### 1995
- Karlsruhe: sisè lloc en concurs complet i sisè lloc en 3 pilotes i 2 cintes.
- Campionat d'Europa de Praga: bronze en concurs complet, bronze en 5 cercles i plata en 3 pilotes i 2 cintes.
- Alfred Vogel Cup: or en concurs complet, or en 5 cercles i or en 3 pilotes i 2 cintes.
- Hannover Tournament: plata en concurs complet.
- Campionat del món de Viena: plata en concurs complet, plata en 5 cercles i or en 3 pilotes i 2 cintes.

### 1996
- Kalamata Cup: or en concurs complet, plata en 5 cercles i or en 3 pilotes i

2 cintes.
- Karlsruhe: bronze en concurs complet, or en 5 cercles i or en 3 pilotes i 2 cintes.
- Ciutat de Saragossa: or en concurs complet, or en 5 cercles i or en 3 pilotes i 2 cintes.
- Campionat del món de Budapest: plata en concurs complet, quart lloc en 5 cercles i or en 3 pilotes i 2 cintes.
- Jocs Olímpics d'Atlanta: or en concurs complet.
- Epson Cup: plata en concurs complet

## Retirada de l'esport professional[calcitació]

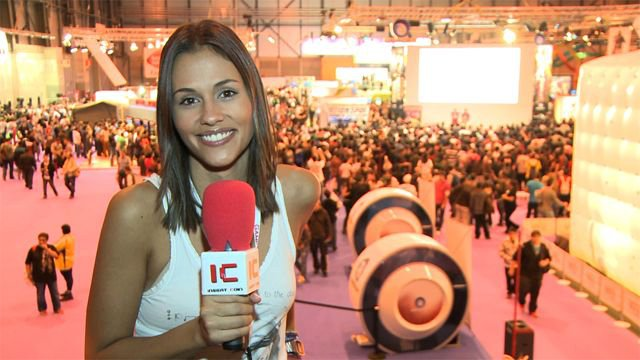
Estela Giménez presentant Insert Coin en 2010

Al març de 1997 es retira com a conseqüència d'una lesió de menisc per la qual va ser operada i de la qual va sofrir una recaiguda. Després de la seva retirada, roman a Madrid i acaba la selectivitat. Posteriorment va treballar d'entrenadora.
En l'any 2000, participa com convidada al programa Escuela del deporte a La 2. Arran d'això, se li ofereix un lloc de presentadora en aquest programa, el qual passaria a presentar al costat de Carlos Beltrán i Sandra Daviú fins a 2002. Després de prescindir la cadena dels seus serveis, Estela tindria una petita depressió. Es marxaria a Serra Nevada, on començaria a practicar surf de neu. En el seu segon any a Granada treballaria com a cambrera.
Amb 25 anys tornaria a casa dels seus pares a Alacant i començaria a treballar com a dependenta a Zara fins que el 2005, Canal 9 decideix contractar-la per presentar el programa Esport Divertit a Punt 2 de RTVV. Per poder presentar-ho, Estela va haver d'aprendre a parlar valencià. El març de 2006, va començar a presentar el programa de bricolatge A mano al costat de Javier Estrada a Antena.Nova.
Va concursar al programa ¡Mira quien baila! de TVE en la seva quarta edició, el qual va acabar guanyant al desembre de 2006, quedant per davant de Juan Alfonso Baptista "Gat" i Guillermo Martín. El 2007 col·labora per al canal temàtic Via Vida TV. Aquest mateix any també participa en l'empresa "StarDreams", integrada per diversos esportistes i dedicada a assessorar a directius i executius en la millora del rendiment laboral.
El gener de 2008 va participar en el programa de Supervivientes: perdidos en Honduras 2008 de Telecinco, en el qual va abandonar al quart dia per problemes d'ansietat. A l'abril de 2008 va presentar la gala de presentació de patrocinadors de Madrid 2016. Al novembre d'aquest mateix any comença a presentar el programa Insert Coin dels canals AXN, Sony Entertainment Television i Animax, en substitució de la seva antiga presentadora, Berta Collado.
També té experiència com a model publicitària, sent imatge de diverses campanyes per a marques com Varcam Eyewear, o el videojoc Your Shape d'Ubisoft.